# Cases Fills de Pau Ribas
Les Cases Fills de Pau Ribas són un conjunt arquitectònic situat a la Ronda de Sant Pere, 25 i el carrer d'Ausiàs Marc, 4-10 a la Dreta de l'Eixample de Barcelona.

## Història i descripció
Pau Ribas i Casanovas era un botiguer de teles al Raval de Barcelona, primer a la plaça del Pedró i al carrer de Sant Antoni Abat, 19, i després al carrer de l'Hospital, 94 i de la Riera Baixa, 7, on va muntar una petita fàbrica, traslladada posteriorment a unes noves instal·lacions a Rubí.
A finals del segle xx, les instal·lacions del Raval es van quedar petites, i els seus fills, els germans Ribas i Regordosa, van adquirir uns terrenys a l'Eixample, on entre 1895 i 1896 van fer construir un edifici a la Ronda de Sant Pere, i quatre de seriats al carrer d'Ausiàs Marc, amb magatzems annexos, projectats per l'arquitecte Salvador Vinyals i el mestre d'obres Antoni Serra i Pujals.
Posteriorment, la propietat passà a mans del Patronat Ribas, institució creada pels hereus de confiança de Lluís Ribas i Regordosa per a gestionar el seu llegat, i que encara té la seu en un dels edificis, el núm. 10 del carrer d'Ausiàs Marc.